# Woodstock Inn & Resort
Le Woodstock Inn & Resort est un hôtel américain situé à Woodstock, dans le Vermont. Ouvert en 1793, il est membre des Historic Hotels of America depuis 2016.